# Karol Kościński
Karol Kościński (ur. 21 maja 1981 w Lublinie) – polski prawnik i urzędnik państwowy, radca prawny, ekspert prawa autorskiego, dyrektor generalny Stowarzyszenia Autorów ZAiKS.

## Życiorys
Od lutego 2022 do września 2024 pracował jako zastępca dyrektora generalnego Stowarzyszenia Autorów ZAiKS zajmując się obszarami licencjonowania i relacji międzynarodowych.
W latach 2012–2018 odpowiadał za przygotowanie ustawodawstwa krajowego z zakresu prawa autorskiego i prawa mediów w Polsce, pełniąc funkcję Dyrektora Departamentu Własności Intelektualnej i Mediów w Ministerstwie Kultury. Koordynował przygotowanie implementacji prawa UE (m.in. siedmiu dyrektyw z zakresu prawa autorskiego, dyrektywy o zbiorowym zarządzaniu prawami autorskimi, dyrektywy o audiowizualnych usługach medialnych, komunikatu Komisji Europejskiej w sprawie misji mediów publicznych). Reprezentował także Polskę w negocjacjach dotyczących prawa autorskiego i mediów w ramach Rady UE, występował przed Europejskim Trybunałem Sprawiedliwości oraz pełnił funkcję wiceprzewodniczącego Stałego Komitetu ds. Prawa Autorskiego i Praw Pokrewnych w WIPO.
Brał udział w projektach służących wdrażaniu standardów ochrony własności intelektualnej, które są organizowane pod patronatem Światowej Organizacji Własności Intelektualnej (WIPO), Europejskiego Urzędu Ochrony Własności Intelektualnej (EUIPO) albo Programu na rzecz Rozwoju Narodów Zjednoczonych (UN Development Programme) na Bałkanach Zachodnich (Czarnogóra, Serbia), terenie byłego ZSRR (Kirgistan, Armenia, Ukraina, Kazachstan, Mołdawia i Azerbejdżan) i Azji (Bhutan). Współpracownik Europejskiego Obserwatorium Audiowizualnego. Współpracuje z Urzędem Unii Europejskiej ds. Własności Intelektualnej (EUIPO) przy dostosowaniu prawa autorskiego krajów dążących do członkostwa w UE.
Opublikował kilkanaście artykułów naukowych dotyczących mediów i prawa autorskiego oraz kilka opowiadań. 